# Briefmarkenmuseum Koreas
Das Briefmarkenmuseum Koreas (한국의 우표 박물관) ist ein Museum in der Demokratischen Volksrepublik Korea (Nordkorea), das der Philatelie gewidmet ist. Es befindet sich an der Changgwang-Straße in Pjöngjang im Ortsteil Tonghung-Dong des Stadtbezirks Chung-guyŏk.

## Geschichte
Eröffnet wurde das Museum im März 1946. Im Juni 1956 trat Nordkorea der Fédération Internationale de Philatélie (FIP) bei. Im April 2012 wurde das Museum saniert. 2019 wurde das Briefmarkenmuseum Koreas neu umgebaut.

## Exponate
Ausgestellt werden u. a. die ersten Briefmarken Koreas, wie Eibischstrauch oder Samson-Fels. Der Besucher kann diverse Auszeichnungen für im Ausland ausgestellte Marken betrachten und sich über die Geschichte des Postwesens in Korea informieren. Exponate werden mit über 150 Nationen getauscht (u. a. der Volksrepublik China und Österreich).